# Live Rust
Live Rust è il primo album live di Neil Young composto interamente da pezzi non inediti. È stato registrato nel 1978, durante il tour con i Crazy Horse, lo stesso da cui proviene il materiale che ha formato Rust Never Sleeps.
Ci sono due canzoni dell'epoca dei Buffalo Springfield che aprono il disco è che seguono molti successi di questo importante decennio di carriera da solista.

## Tracce
1. Sugar Mountain* – 4:53
2. I Am a Child* – 2:53
3. Comes a Time* – 3:05
4. After the Gold Rush* – 3:38
5. My My, Hey Hey (Out of the Blue)* – 3:49
6. When You Dance I Can Really Love	– 3:39
7. The Loner – 4:51
8. The Needle and the Damage Done* – 2:12
9. Lotta Love	– 2:51
10. Sedan Delivery – 4:46
11. Powderfinger – 5:29
12. Cortez the Killer– 7:25
13. Cinnamon Girl – 3:08
14. Like a Hurricane – 7:10
15. Hey Hey, My My (Into the Black) – 4:59
16. Tonight's the Night – 6:59

## Formazione
- Neil Young: voce, chitarre, armonica, piano
- Crazy Horse su tutti i brani tranne (*)
Frank Sampedro: chitarre, tastiere, voce
Billy Talbot: basso, voce
Ralph Molina: batteria, voce

## Accoglienza
Pubblicato (nel 1979) come doppio album in vinile, alla fine degli anni '80, fu uno dei primi album di Neil Young ad essere pubblicato in digitale, peraltro in un unico compact disc. L'album ebbe una notevole accoglienza da parte della critica e del pubblico: All Music lo recensì dandogli 4 stellette e mezza su 5, Robert Christgau gli diede A-. Nelle charts ebbe un successo rilevante (sulle orme del precedente "Rust Never Sleeps") in Europa, Giappone; ancora maggiore in Canada, Australia e Nuova Zelanda (dove arrivò alla posizione  #1). Negli Stati Uniti raggiunse la posizione # 15 nella Billboard 200 albums, rimanendo in classifica per molti mesi, guadagnando (nel 1980) il disco d'oro e in seguito (nel 1988) il disco di platino. Ciò fu dovuto anche al fatto che "Live Rust" costituisce la reale colonna sonora del film-concerto "Rust Never Sleeps", che a sua volta fu dapprima un notevole successo al botteghino, poi divenne un film "cult" prima come videocassetta, poi, negli ultimi anni, come DVD. "Live Rust" è ritenuto il miglior album dal vivo del canadese e per alcuni critici uno dei migliori album dal vivo della storia del rock. 